# Cheetah PRTL

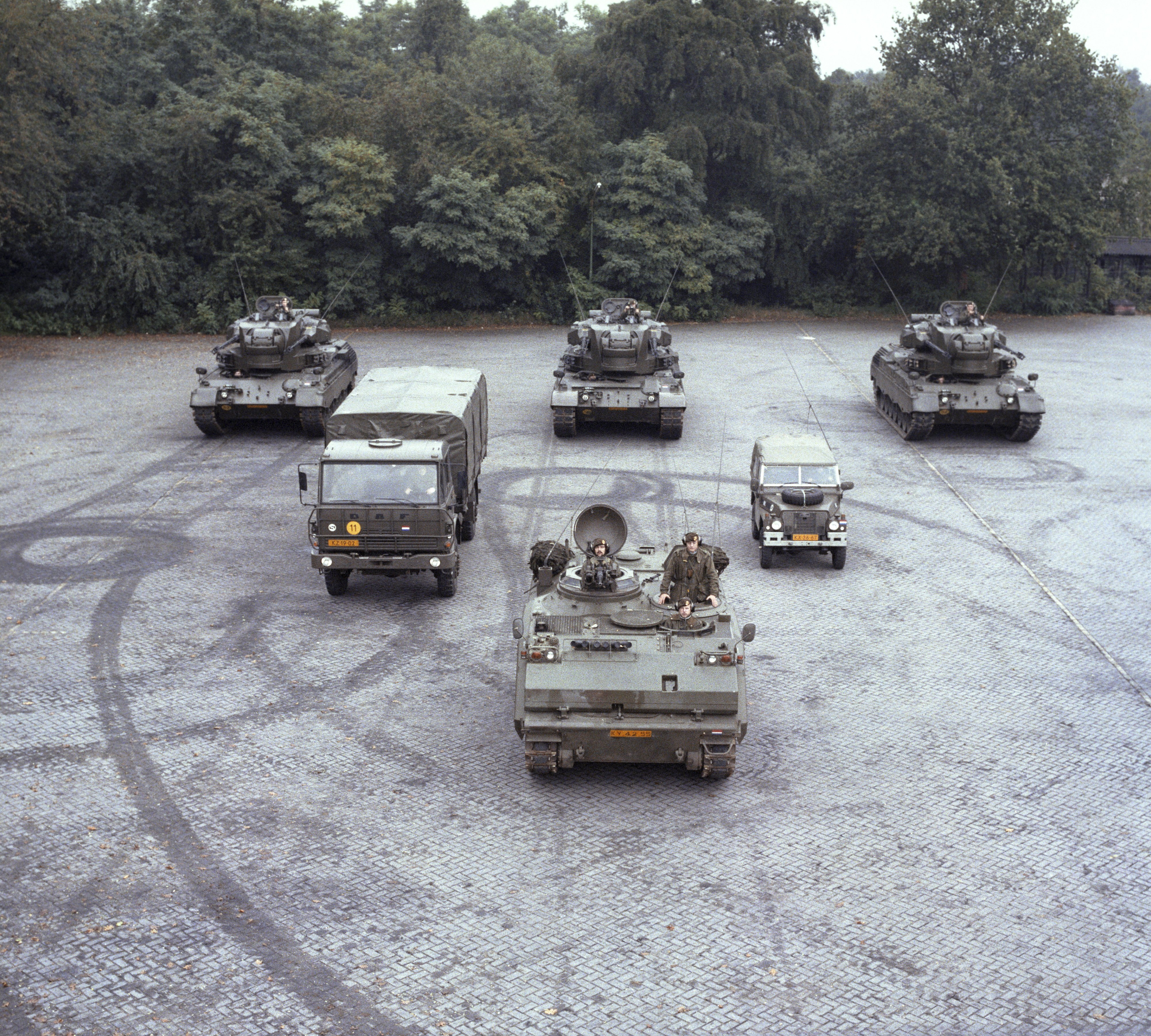
Een Nederlands peloton pantserluchtdoelartillerie in de jaren 80. Bestaande uit drie PRTL's, een YPR-765 Prco, een DAF YA-4440 en een Landrover

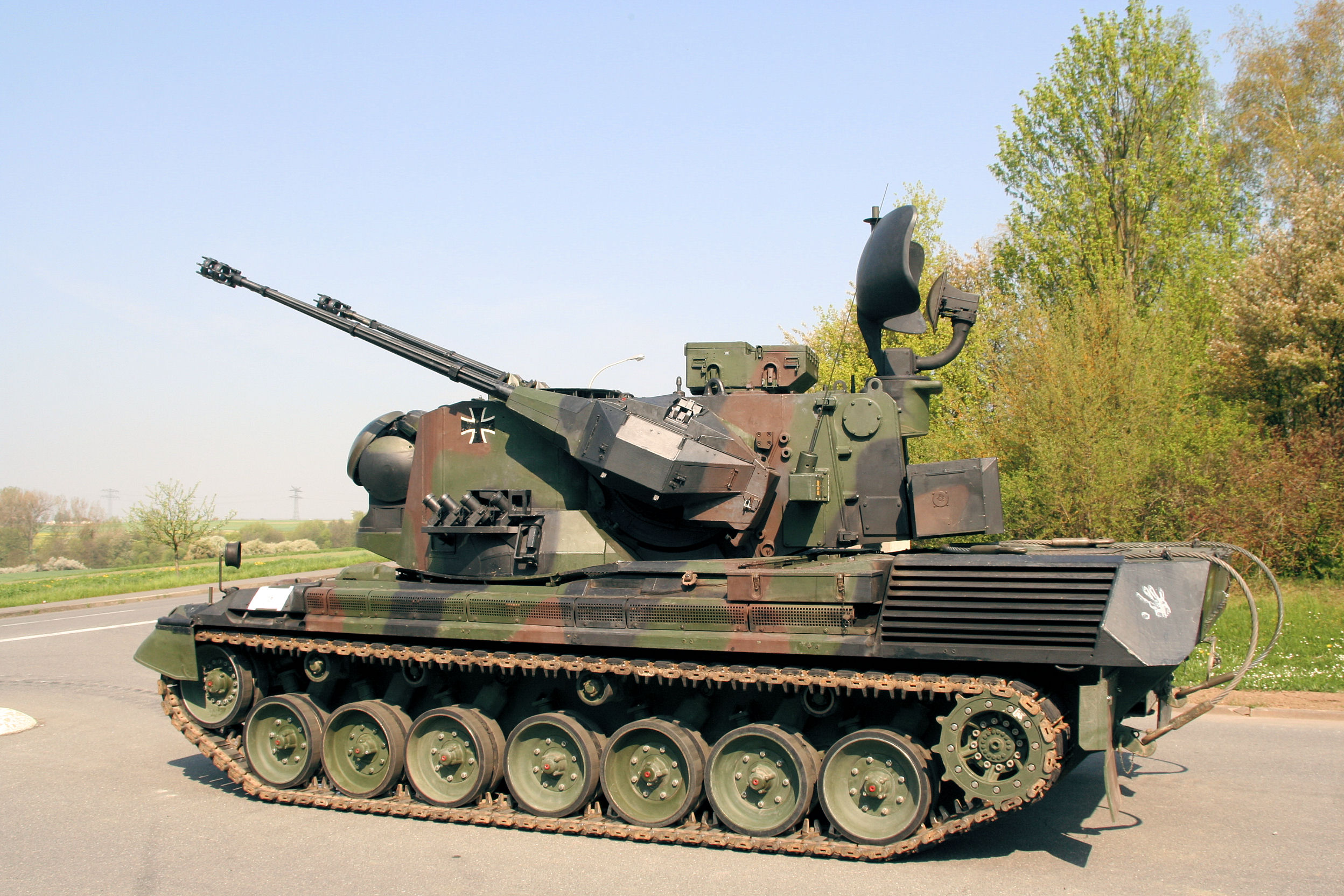
Gepard 1A2 van het Duitse leger

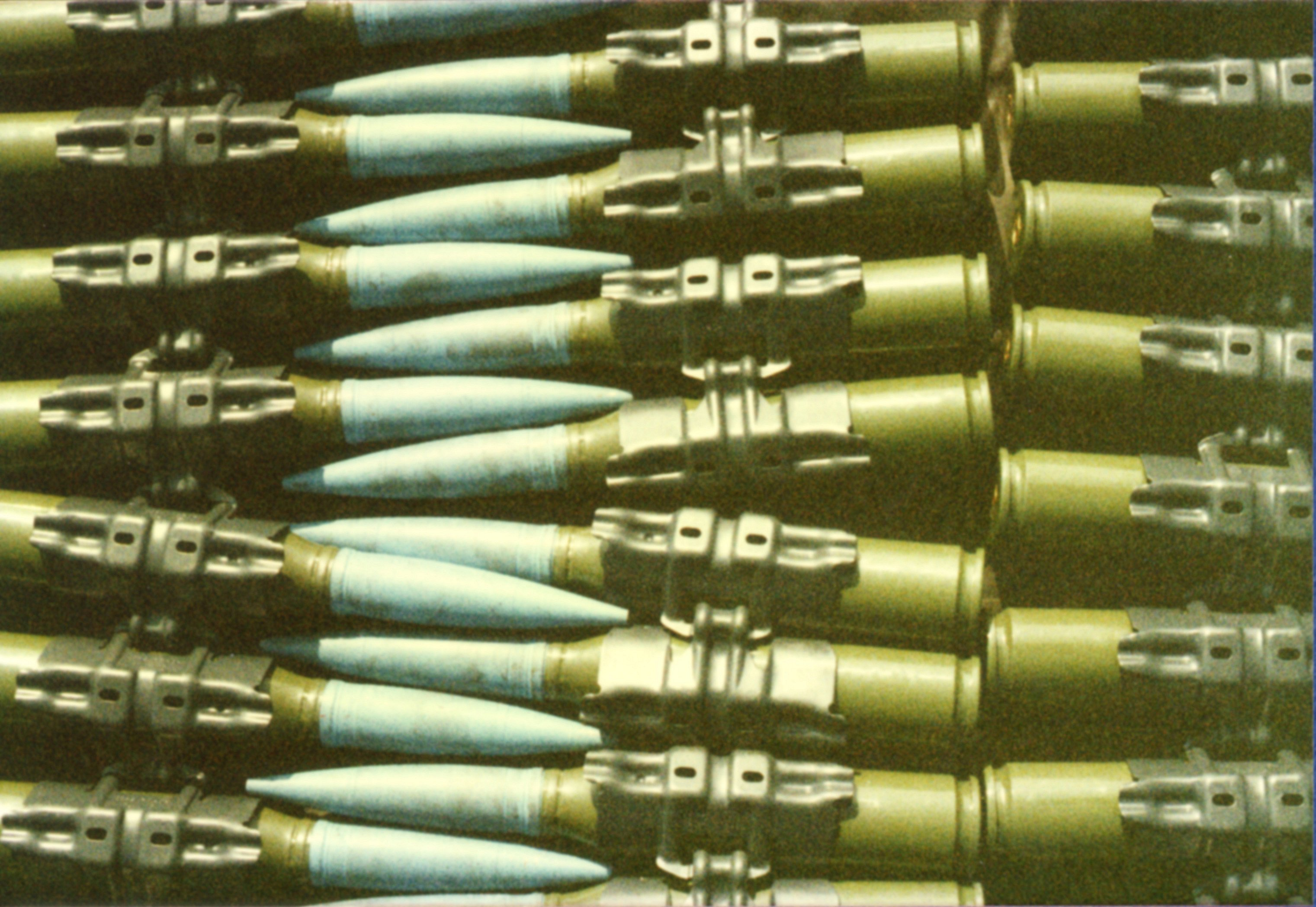
Oefenmunitie 35 mm

De Cheetah PRTL (CA1 Pantser Rups Tegen Luchtdoelen) is de Nederlandse variant en parallelontwikkeling van de Duitse FlugabwehrPanzer Gepard (Duits voor jachtluipaard of cheetah), een gemechaniseerd en gepantserd luchtdoelgeschut. De PRTL werd geproduceerd door het Duitse bedrijf Krauss-Maffei. Binnen de luchtdoelartillerie droeg de PRTL de bijnaam 'pruttel'.

## Duitsland
In augustus 1958 gaf het West-Duitse ministerie van Defensie opdracht voor het ontwerp van een gepantserd luchtafweerkanon. Twee bedrijven maakten een prototype, het Duitse Rheinmetall en een dochterbedrijf van Hispano Suiza. Beiden voldeden niet, het gebruikte pantserinfanterievoertuig was te licht voor de bewapening en apparatuur en het radarsysteem werkte niet naar tevredenheid. In 1964 werd dit project stilgelegd.
De behoefte naar een dergelijk wapen bleef bestaan en in 1965 werd het project herstart met het onderstel van de Leopard 1 tank als basis. Medio 1966 werd een contract getekend voor een prototype uitgerust met twee 30mm luchtafweerkanonnen. Partijen in dit samenwerkingsverband waren Krauss-Maffei, de maker van de tank, Rheinmetall zorgde voor de bewapening, en AEG Telefunken en Siemens voor het zoekradar, computer en richtsysteem. Er werd ook een tweede contract voor twee voertuigen met 35mm-kanonnen getekend. Hier waren de belangrijkste partners, Krauss-Maffei, Oerlikon voor de bewapening, Contraves voor de computer en systeemintegratie, en Siemens en Hollandse Signaalapparaten (Signaal) voor de radarsystemen. Deze twee voertuigen werden in 1968 geleverd en kregen de type-aanduiding SPFZ-A.
De twee versies werden getest waarbij de SPFA-A als beste scoorde. Ondertussen was nog een derde versie verschenen waarbij het radarsysteem van Signaal was vervangen door een versie van Duits fabricaat. Van deze laatste versie bestelde het Duitse leger aanvankelijk 12 exemplaren die in 1973 werden geleverd. In september 1973 volgde een order voor 420 Gepards die allemaal werden geleverd in de periode van 1976 tot eind 1980. De eerste 195 stuks waren zoals hierboven beschreven en kregen de aanduiding B2. De overige 225 kregen een Siemens laser en werden aangeduid als B2L.
In de jaren 80 werden de voertuigen verbeterd. De verbetering betroffen elementen als een groter gevechtsbereik, een kortere reactietijd en een grotere trefkans en een betere bescherming van bemanning en voertuig. Het eerste verbeterde voertuig kwam in 1998 gereed en het programma werd afgerond in 2005. In totaal heeft Duitsland 147 voertuigen gemoderniseerd en ook diverse Nederlandse voertuigen zijn op vergelijkbare wijze aangepast.

## Nederland
Op 7 juni 1967 deelde het Nederlandse ministerie van Defensie aan het Duitse mede dat het geïnteresseerd was in deelneming aan de ontwikkeling van een luchtafweertank. Op 14 augustus 1967 deed Signaal een voorstel voor een aparte Nederlandse radarinstallatie. Begin 1968 bestelde Nederland een prototype, 5 PFZ-C, met een kanonsysteem van Oerlikon Contraves. Op 18 maart 1968 bleek dat hiervoor een aangepaste torenvorm noodzakelijk was. Op 28 maart 1969 bestelde het Duitse ministerie van Defensie een prototype van de 0-serie van de Leopard 1, J-O-16, ter ombouw. Dit werd op 11 maart 1970 aan Oerlikon geleverd. Het type werd in opdracht van Nederland apart ontwikkeld als het C-prototype PT 357, dat in het voorjaar van 1971 gereedkwam. Datzelfde jaar werd een CA-voorserie van vijf besteld (CA-3513-3517).
Op 10 april 1972 volgde een offerteverzoek voor 95 exemplaren. Op 28 juni 1972 deden Krauss-Maffei en Oerlikon gezamenlijk de offerte. De onderhandelingen hierover liepen echter stuk. Op 17 april 1973 trok Oerlikon zich terug en de volgende dag deed Krauss-Maffei alleen een nieuwe offerte die op 26 april door de Nederlandse regering aanvaard werd. Dit was nog vóór de ondertekening van het Duitse contract, zodat Nederland de eerste koper van het gezamenlijke project was. Op 24 januari 1974 werd de leveringsovereenkomst getekend voor de eerste twee bouwseries, de CA1 en CA2, tezamen 60 voertuigen met een optie voor een derde bouwserie van 35. De optie voor deze CA3 werd genomen op 11 november 1974.

### Beschrijving
De PRTL diende als luchtdoelgeschut tegen laag vliegende vliegtuigen en helikopters. Het heeft een van die van de Gepard verschillende doelzoek- en richtradar, ontwikkeld bij Signaal. De bemanning bestaat uit een wachtmeester-stukscommandant, korporaal-richter en korporaal-chauffeur. Bij ieder PaLua-peloton waren negen complete bemanningen ingedeeld, waardoor de drie PRTL'en klokrond konden optreden: de bemanningen rouleerden van de PRTL, naar de stingergroep (overdag), naar rust.
Het onderstel is een gemodificeerd Leopard 1 onderstel met een bodemvrijheid van 44 cm. De toren kan binnen vier seconden 360 graden draaien. Het voertuig is uitgerust met een doelzoekradar met een maximaal bereik van 15 km. Tevens heeft het een doelvolgradar. Het geschut bestaat uit twee Oerlikon snelvuurkanonnen met kaliber 35 mm, die een effectief schootbereik hebben van 4800 meter (FAPDS-munitie) of 3850 meter (HE-munitie) en 550 schoten per minuut per loop kunnen afvuren. De aanvangssnelheid is 1400 meter per seconde.
Daarnaast is de Cheetah voorzien van IFF (Identification, Friend or Foe) Mk. X en Mk. XII voor het herkennen van eigen of vijandelijke vliegtuigen.
De Cheetah PRTL weegt 47 ton (brugclassificatie: 52 ton) en is voorzien van een 830 pk dieselmotor, waarmee op de weg een snelheid van 80 km/h (officieel 65 km/h) en in het veld 40 km/h kan worden gehaald. Voor de stroomvoorziening bij stilstand is een hulpmotor geplaatst links naast de bestuurder.
De in 2000 en 2001 verbeterde — en toen pas officieel Cheetah genoemde — PRTL was in Nederland het belangrijkste wapensysteem van de luchtdoelartillerie. Vanaf 2006 werd de Cheetah PRTL vervangen door het Fennek Stinger wapenplatform. Op 12 februari 2013 maakte Defensie bekend dat Jordanië de overtollige Cheetah's koopt.

### Indeling
Eind 1977 stroomden de eerste PRTL's in bij 43 Pantserluchtdoelartilleriebatterij (43 PaLuaBt). Tussen eind 1977 en december 1979 werden alle voertuigen van de hoofdserie afgeleverd (serienummers 35501-35595). Met deze voertuigen werden negen batterijen PaLua opgericht (11; 12; 13; 41; 42; 43; 51; 52 en 53), elk voorzien van negen PRTL'en in drie pelotons. De resterende veertien voertuigen waren bestemd voor opleidingsdoeleinden. Later werden deze negen batterijen ondergebracht in drie afdelingen (15; 25 en 35).

## België
In april 1973 besloot België niet de CA1 aan te schaffen maar de goedkopere Duitse B2. Op 21 mei deed Krauss-Maffei een offerte, die op 19 december 1973 aanvaard werd; de overeenkomst werd op 4 april 1974 ondertekend. Tussen eind 1977 en februari 1980 werden 55 voertuigen geleverd, waarvan 27 met een laserrichter; één voertuig werd nooit geassembleerd omdat men de toren los in de schietopleiding gebruikte.

## Operationele inzet in Oekraïne
Medio 2023 heeft Duitsland 34 Gepard voertuigen geleverd aan Oekraïne. Er stonden in juni 2023 nog 15 exemplaren klaar voor levering op korte termijn. Verder is Duitsland is in onderhandeling met de Verenigde Staten om nog eens 30 exemplaren ter beschikking te stellen aan de Oekraïense strijdmacht. Duitsland had deze voertuigen nog in voorraad nadat ze in 2010 uit dienst waren genomen. Voor de levering van de granaten heeft Duitsland een contract afgesloten met Rheinmetall die de productie in september 2023 heeft opgestart. Dit laatst was noodzakelijk toen Zwitserland de her-export van granaten blokkeerde.
Daarnaast koopt het Amerikaans ministerie van Defensie voor US$ 118 miljoen 30 voormalig Nederlandse PRTL's terug van Jordanië. De systemen worden via een particulier defensiebedrijf uiterlijk eind mei 2024 aan Oekraïne geleverd.